# Wimbledon 1995
Wielkoszlemowy turniej tenisowy Wimbledon w 1995 rozegrano w dniach 26 czerwca – 9 lipca, na kortach londyńskiego All England Lawn Tennis and Croquet Club.

## Turnieje seniorskie

### Gra pojedyncza mężczyzn
Pete Sampras (USA) – Boris Becker (GER) 6-7, 6-2, 6-4, 6-2

### Gra pojedyncza kobiet
Steffi Graf (GER) – Arantxa Sánchez Vicario (ESP) 4-6, 6-1, 7-5

### Gra podwójna mężczyzn
Todd Woodbridge / Mark Woodforde (AUS) – Rick Leach / Scott Melville (USA) 7-5, 7-6(8), 7-6(5)

### Gra podwójna kobiet
Jana Novotná (CZE) / Arantxa Sánchez Vicario (ESP) – Gigi Fernández (USA) / Natalla Zwierawa (BLR) 5-7, 7-5, 6-4

### Gra mieszana
Martina Navrátilová / Jonathan Stark (USA) – Gigi Fernández (USA) / Cyril Suk (CZE) 6-4, 6-4

## Turnieje juniorskie

### Gra pojedyncza chłopców
Olivier Mutis (FRA) – Nicolas Kiefer (GER) 6-2, 6-2

### Gra pojedyncza dziewcząt
Aleksandra Olsza (POL) – Tamarine Tanasugarn (THA) 7-5, 7-6(6)